# 盛訥
盛 訥（せい とつ、生年不詳 - 1595年）は、明代の官僚。字は敏叔、号は鳳岡。本貫は潼関衛。

## 生涯
指揮使の盛徳の子として生まれた。父の盛徳が洛南の反乱を討って戦死すると、盛訥は号泣して数日のあいだ水も口に入れず、兵を発して反乱軍を討ち、報復した。1571年（隆慶5年）、進士に及第し、翰林院庶吉士となった。万暦年間、翰林院編修に進んだ。1583年（万暦11年）、翰林院侍読に任じられた。1586年（万暦14年）、国子司業に転じた。1587年（万暦15年）、右春坊右庶子となった。1588年（万暦16年）、順天府での郷試の考試官をつとめた。1589年（万暦17年）、左春坊左庶子に進んだ。1590年（万暦18年）、国子祭酒に転じた。1591年（万暦19年）、少詹事となった。1592年（万暦20年）、礼部右侍郎に任じられた。1593年（万暦21年）、吏部右侍郎に転じた。1594年（万暦22年）、礼部左侍郎に転じた。6月、母が死去したため、官を去って喪に服した。1595年（万暦23年）10月、死去した。礼部尚書の位を追贈された。1621年（天啓元年）1月、文定と諡された。著書に『玉堂日記』・『定敏軒集』があった。
子に盛以弘があった。